# Si (branche terrestre)
Pour les articles homonymes, voir Si.
Si ou Sseu (巳, pinyin : sì) est la sixième branche terrestre du cycle sexagésimal chinois, précédée par chen et suivie par wu.
Dans l'astrologie chinoise, si correspond au signe du serpent.  Dans la théorie des cinq éléments, si est de l'élément feu, et dans la théorie du yin et du yang, du yin. En tant que point cardinal, si représente par rapport au nord une direction de 150° dans le sens des aiguilles d'une montre (direction 5 h)..
Le mois du si correspond au 4e mois du calendrier lunaire chinois et l’heure du si, ou « heure du serpent » à la période allant de 9 à 11 h du matin.

## Combinaisons dans le calendrier sexagésimal
Dans le cycle sexagésimal chinois, la branche terrestre si peut s'associer avec les tiges célestes ji, xin, gui, yi et ding pour former les combinaisons :
- Jisi
- Xinsi
- Guisi
- Yisi
- Dingsi